# Wissen (miasto)
Wissen – miasto w Niemczech, w kraju związkowym Nadrenia-Palatynat, w powiecie Altenkirchen, siedziba władz gminy związkowej Wissen.

## Współpraca
- Chagny, Francja
- Letchworth, Anglia
- Krapkowice, Polska